# ناشونال ريفيو
ناشيونال ريفيو (بالإنجليزية: National Review)‏ هي مجلة تحريرية نصف شهرية أميركية تركز على الأخبار والتعليقات على الشؤون السياسية والاجتماعية والثقافية. أسس المجلة المؤلف ويليام باكلي الابن في عام 1955. يرأس تحريرها حاليا ريتش لوري Rich Lowry.